# ジョン・ウィリアムソン (バスケットボール)
ジョン・ウィリアムソン（英語: John Williamson, 1951年11月10日 - 1996年11月30日）は1970年代のアメリカ合衆国プロリーグで活躍したアフリカ系アメリカ人のバスケットボール選手。コネチカット州ニューヘイブン出身、ニューメキシコ州立大学卒業。ポジションはガード、身長188cm、体重84kg。2度のABA優勝に貢献した。1990年12月7日、ブルックリン・ネッツ（当時はニューヨーク・ネッツ）ではウィリアムソンの背番号『23』が永久欠番となった。
大学時代は"スーパージョン"の異名で恐れられるスコアラーであったジョン・リー・ウィリアムソンは、1973-74シーズンにABAのニューヨーク・ネッツに入団した。同じ年にジュリアス・アービングも入団したネッツは、アービングにラリー・ケノン、ブライアン・テイラーとリーグ屈指の陣容を誇ったが、シーズン序盤に9連敗を喫するなど、4勝10敗となった状況でケビン・ローアリーヘッドコーチによって先発に昇格した。ハードなディフェンスだけでなく、オフェンスでもアービングのサポートを行い、チーム状況は劇的に変化し、快調なシーズンを過ごしたネッツはリーグトップとなる55勝29敗を記録。プレーオフも勝ち抜き、見事に優勝を果たした。一時22点リードを許したプレーオフ決勝の第6戦では第4Qに16得点するなど、28得点をあげて逆転勝利に貢献した。
ウィリアムソンは平均14.5得点をあげ、オールルーキー1stチームに選ばれている。ネッツはその後もABA屈指の強豪チームとして君臨し続け、そしてウィリアムソンはやはりABA最大のスーパースターであったアービングの相棒として活躍し、1975-76シーズンには2度目の優勝を果たした。しかしこのシーズンを最後にABAはライバルリーグのNBAに吸収合併されるという形で消滅。この一大事変により、ウィリアムソンの選手キャリアは大きく狂わされた。優良なフランチャイズだったネッツはNBAに新たに加盟する形で存続したが、この時NBAと同じニューヨークに本拠地を置くニューヨーク・ニックスに莫大な加盟料を支払わなければならず、ネッツは一気に財政難に陥り、ジュリアス・アービングの放出を強いられた。そしてNBAでの初めてのシーズンとなる1976-77シーズン途中にウィリアムソンは、インディアナ・ペイサーズに放出された。
移籍先のペイサーズでは平均20.8得点をあげ、ウィリアムソンの得点力がNBAでも通用することを証明。翌1977-78シーズンには古巣ネッツがウィリアムソンを再び獲得、移籍後は平均29.5得点をあげている。1978年4月2日のアトランタ・ホークス戦では40得点、4月4日のインディアナ・ペイサーズ戦では50得点をあげた。
このように秀でた得点力を示したにもかかわらず、NBA加入以後のウィリアムソンは、一所に腰を落ち着けてのプレイができず、1979-80シーズン中には今度はワシントン・ブレッツへトレードされた。この移籍を境にウィリアムソンのパフォーマンスが下降し、1980-81シーズンに29歳で引退を強いられた。
ABA/NBAキャリアでの成績は8シーズン516試合の出場で、通算9,017得点1,274リバウンド1,441アシスト、平均17.5得点2.5リバウンド2.8アシスト。NBAのみに絞れば平均20.1得点だった。
ウィリアムソンは1978年のサンディエゴ・クリッパーズ戦でフリースロー試投24本というネッツのチーム記録を作った。2005年にビンス・カーター、2008年にデビン・ハリスがこの記録に並んでいる。他に1978年のバッファロー・ブレーブス戦で40本のフィールドゴール試投のチーム記録、1979年のフィラデルフィア・セブンティシクサーズ戦で34本のフィールドゴール試投のプレーオフでのチーム記録を持っている。プレーオフでのチーム記録となる38得点をあげていたが、1992年のクリーブランド・キャバリアーズ戦でドラジェン・ペトロヴィッチが40得点をあげて、この記録を更新した。
1996年11月30日に腎不全のため45歳で死去した。

## 人物
彼がネッツに入団する前、1970年から1973年までネッツのヘッドコーチを務めたルー・カーネセカは、彼は背が低いが、力強さ、粘り強さを持った選手で、得点力があったと語った。
ローアリーヘッドコーチの下で、アシスタントコーチを務めたロッド・ソーンによると、彼は優勝するために足りなかったピースであったと語った。